# Distretto di Susurluk
Il distretto di Susurluk (in turco: Susurluk ilçesi) è un distretto della Turchia nella Provincia di Balıkesir con 40.323 abitanti (dato 2012) dei quali 23.544 urbani e 16.779 rurali 
Il capoluogo è la città di Susurluk.

## Geografia antropica

### Suddivisioni amministrative
Il distretto è suddiviso in 3 comuni (Belediye) e 44 villaggi (Köy)